# Rodzeng

Patrice Rodney Ndzeng Minko, connu sous le nom de scène Rodzeng, est un artiste musicien, rappeur et beatmaker gabonais. Il s'est fait connaître en 2006 avec son groupe 241 au sein du label Zorbam Produxions. Son intérêt pour le hip-hop a commencé en 1998, influencé par son frère Chef Kéza et Lord Ékomy Ndong ☥, tous deux membres du groupe Movaizhaleine.

## Débuts
Né en 1989 à Libreville, Rodzeng émerge sur la scène urbaine gabonaise en 2006 avec le groupe 241. Ses premières compositions abordaient des thèmes tels que le manque d'éducation, l'aliénation culturelle et la corruption gouvernementale.
Après avoir obtenu son baccalauréat, il part en Afrique du Sud en 2009 pour poursuivre ses études, tout en continuant à développer son art.

## Carrière musicale
Après ses études, Rodzeng retourne  au Gabon et s'implique dans la scène musicale locale. 
Il organise des événements comme le concours Il faut que ça rap pour aider les plus jeunes à convertir leurs énergies en quelque chose de positif[réf. nécessaire].
Il enchaîne avec des albums et des singles à partir de 2010.
Après la sortie en 2013 de son album Dr Nzeng II, il continue ses études, se rendant en Chine pour obtenir un diplôme d'ingénieur.
En 2018, il forme avec les rappeurs Tris et Bak Attak le Bwiti Gang à l'Institut français du Gabon,.
En 2021, il participe à la finale du Prix Découverte RFI ainsi qu'au Black Entertainment Television Music Awards Cypher. Il rend hommage à son frère qui lui a transmis sa passion pour le rap dans le clip Chef Keza.
En 2024, il collabore avec le jeune Eboloko pour le morceau Rst Trnkl, qui suggère à la jeunesse de s'interroger sur la consommation de drogues, sur l'addiction aux jeux de hasard et autres pièges de la vie.

## Discographie
| Année | Albums                          | Singles                                                               |
| ----- | ------------------------------- | --------------------------------------------------------------------- |
| 2010  | Dr Ndzeng I                     | Bad Boy                                                               |
| 2011  |                                 | Fuck that shit                                                        |
| 2013  | Dr Ndzeng II                    |                                                                       |
| 2015  |                                 | Nyingone                                                              |
| 2017  |                                 | Taloche, Nnmp, One mic, Cde, Lsdi et code noir, Koro vale, Tfo        |
| 2018  | Engongole                       | C'est pas cadeau, Evite, Pause                                        |
| 2019  |                                 | Les mêmes ways, Novelas, Le bled est à terme, La science, Larmes d'or |
| 2020  | Ma ke                           | Gpx                                                                   |
| 2021  | Obangam, Obangam II (Réédition) | Aya, Petit garçon                                                     |
| 2022  | King                            | Mariage, Gstore d'or, King                                            |
| 2023  |                                 | Ancien Bandit petit ndoss, Ndzebi du nord, Merci.                     |

## Distinctions
- Album urbain de l'année sur Gstore Awards.

- Artiste urbain de l'année sur Gstore Awards (2020)[10].

- Disc d'or sur la plate-forme Gstore (2021)[11].